# Mosqueruela
Mosqueruela ist eine spanische Gemeinde (municipio) mit 544 Einwohnern (Stand: 2024) im Südosten der Provinz Teruel in der Autonomen Gemeinschaft Aragonien. Neben dem gleichnamigen Hauptort gehört die Ortschaft La Escaleruela zur Gemeinde. 

## Lage
Mosqueruela liegt knapp 56 Kilometer (Fahrtstrecke) östlich der Provinzhauptstadt Teruel im Bergland der Sierra de Gúdar in einer Höhe von ca. 1470 m. 

## Bevölkerungsentwicklung
| Jahr      | 1960 | 1970 | 1981 | 1991 | 2006 | 2011 | 2021 |
| Einwohner | 1632 | 1157 | 853  | 722  | 712  | 615  | 529  |

Die höchsten Einwohnerzahlen seiner Geschichte (über 3.000) verzeichnete Mosqueruela in der ersten Hälfte des 20. Jahrhunderts.

## Wirtschaft
Landwirtschaft und Tourismus (im Winter auch Skitourismus) sind die Haupteinnahmequellen des Ortes. Für die umliegenden Einzelgehöfte und kleinen Dörfer ist er ein wichtiges Handwerks- und Handelszentrum.

## Sehenswürdigkeiten
- Kirche Mariä Himmelfahrt (Iglesia de la Asunción de Nuestra Señora)
- Lambertuskapelle (Ermita de San Lamberto)
- Loreto-Kapelle (Ermita de la Loreto)
- Ehemalige Engratienkirche, heutige Schule

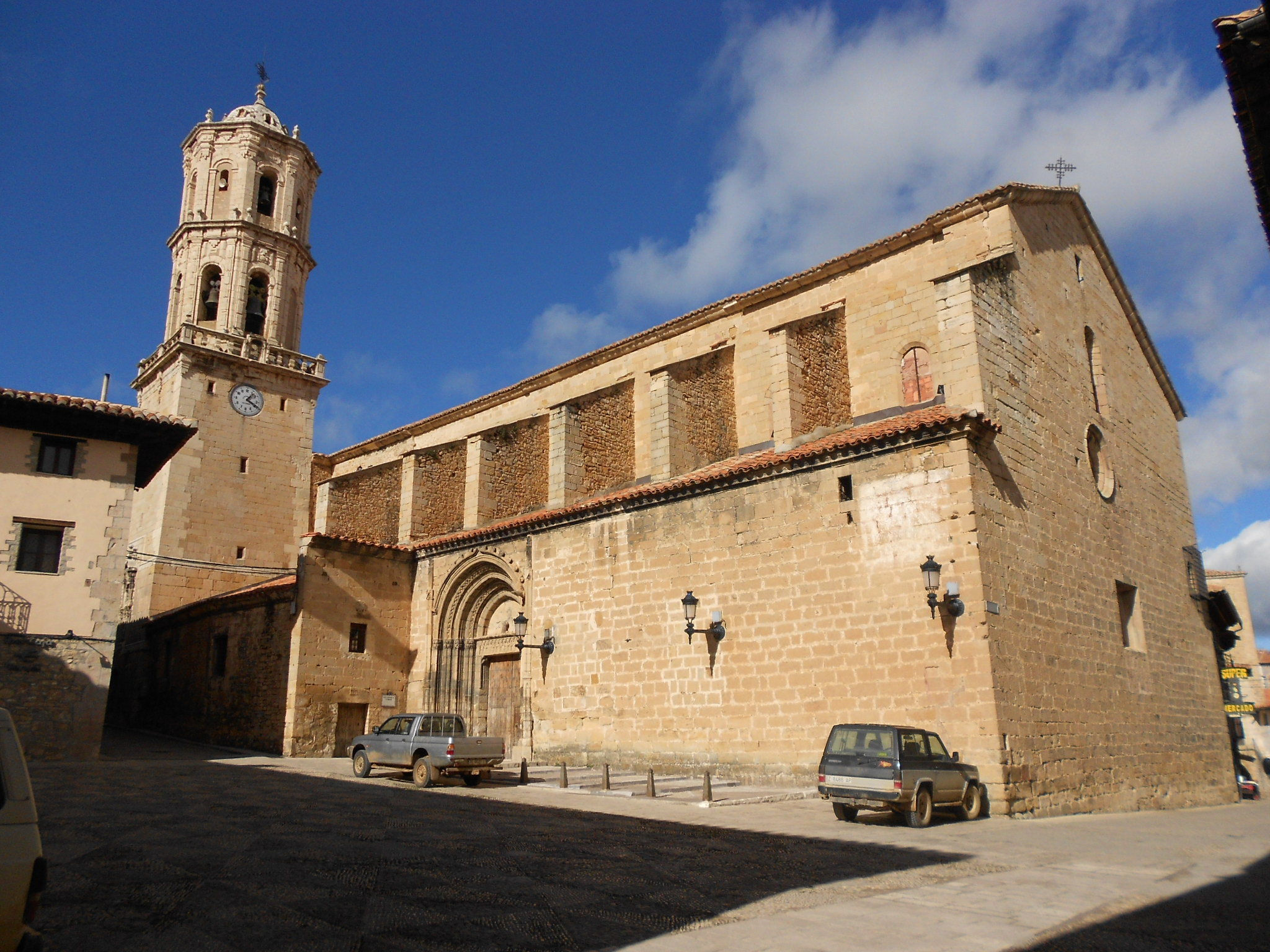
Kirche Mariä Himmelfahrt
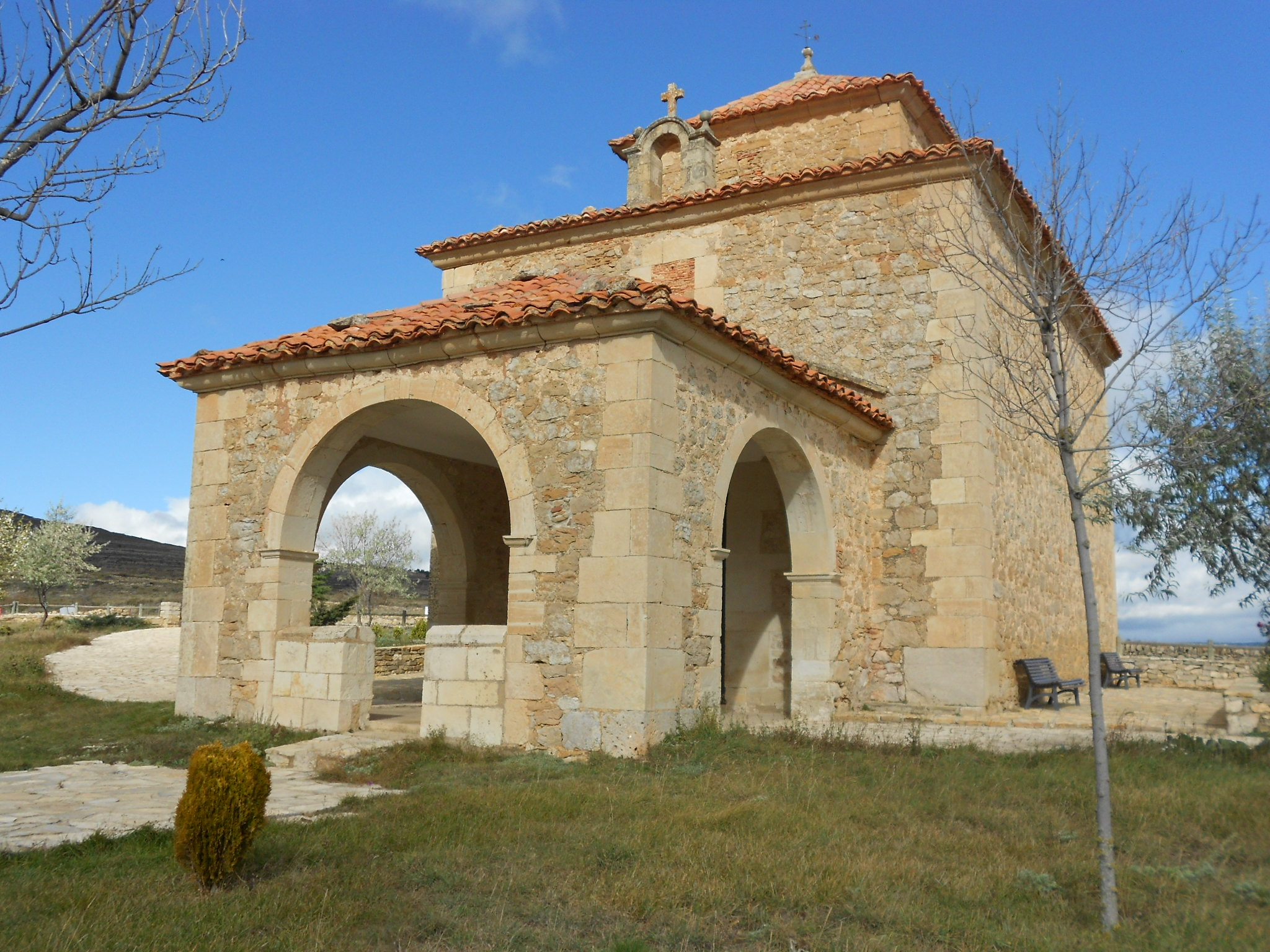
Lambertuskapelle
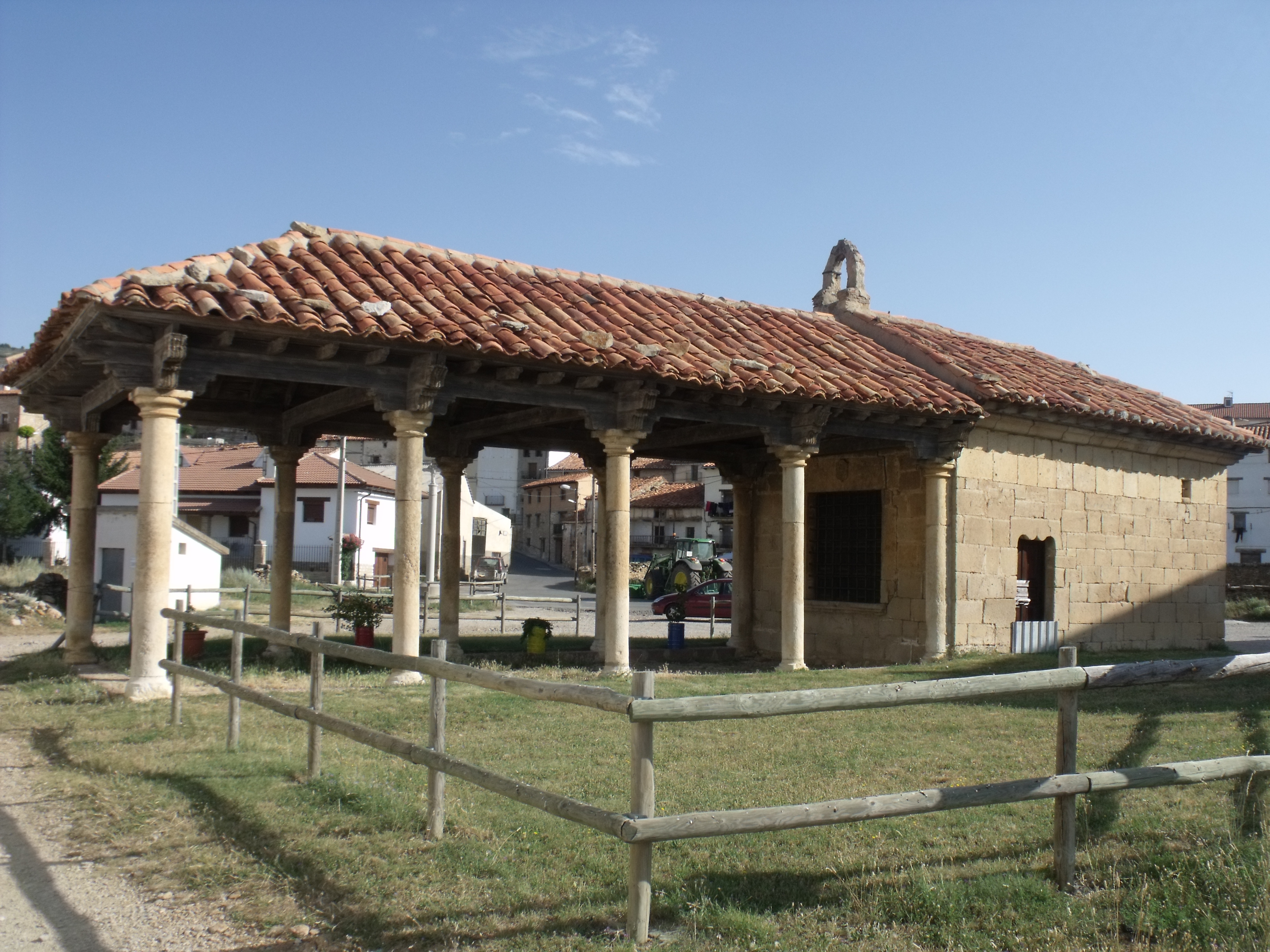
Loreto-Kapelle
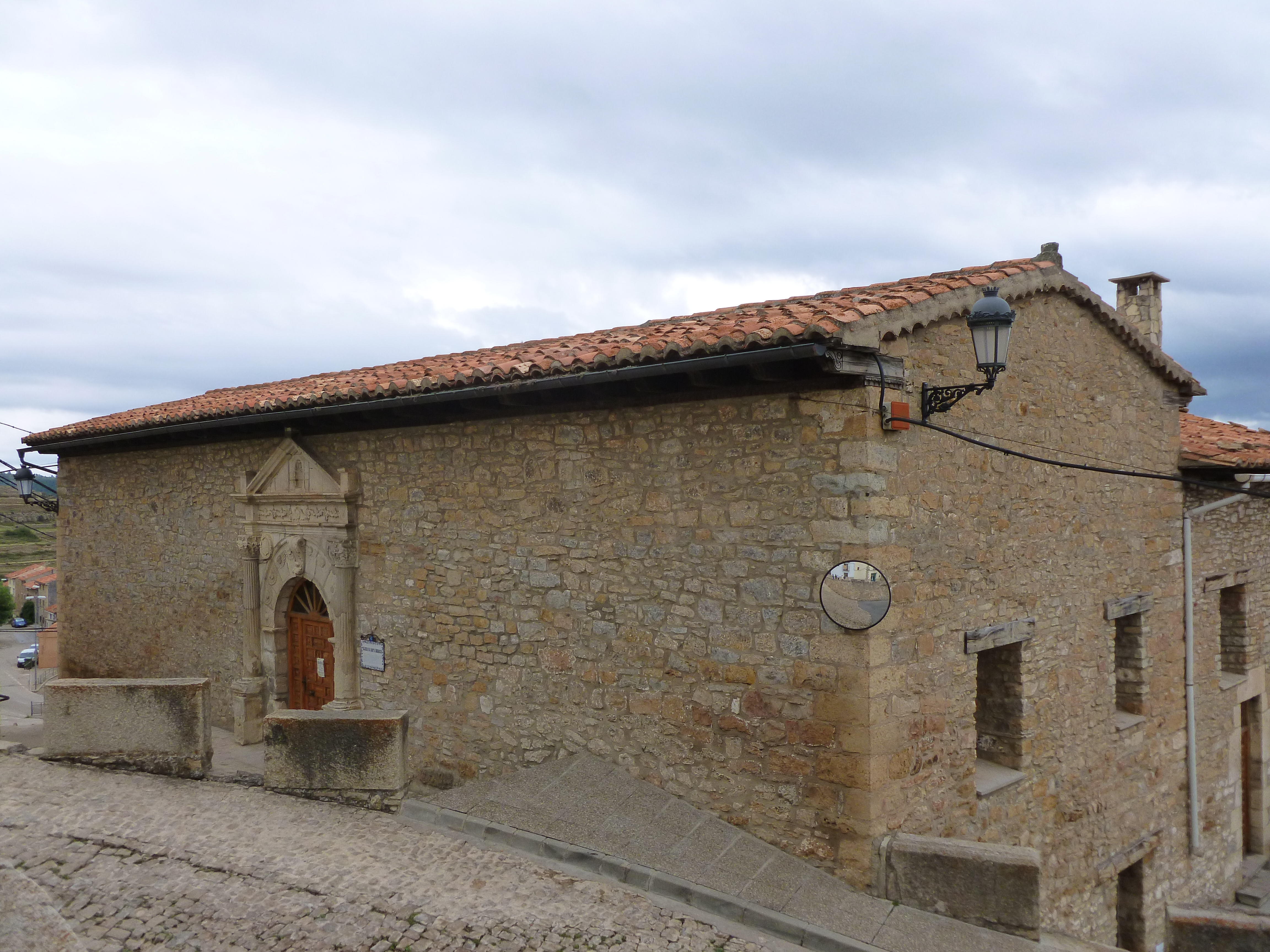
Ehemalige Engratienkirche
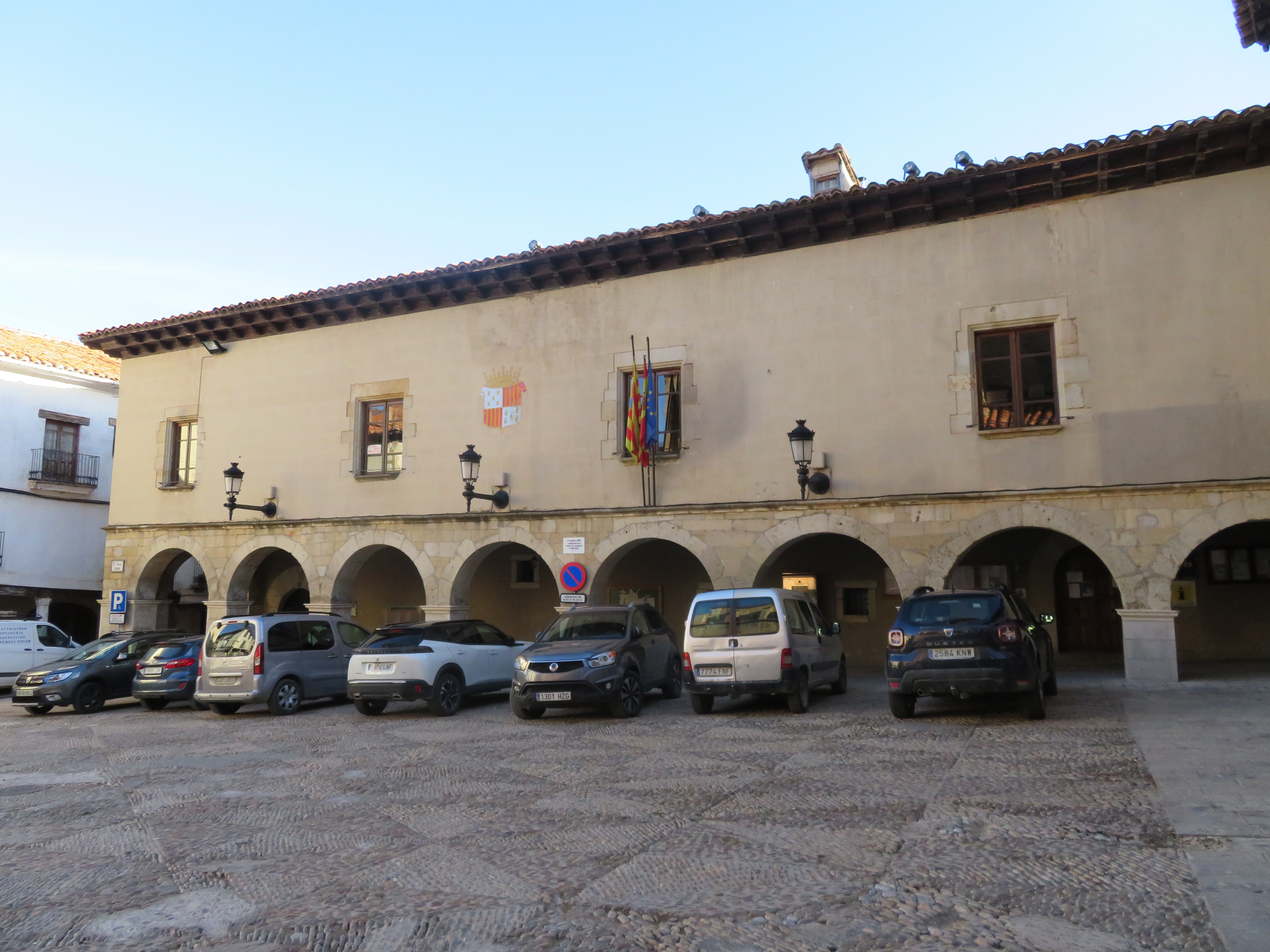
Rathaus

## Persönlichkeiten
- Luis de Aliaga Martínez (1560–1626), Großinquisitor